# Gabriela Pichler
Pour les articles homonymes, voir Pichler.
Gabriela Pichler, née le 11 mars 1980 à Huddinge (Suède), est une réalisatrice, scénariste et monteuse suédoise.

## Biographie
Formation : Filmhögskolan (sv)

## Filmographie

### Comme scénariste, monteuse et réalisatrice
- 2008 : Skrapsår (Scratches)
- 2012 : Eat Sleep Die (Äta sova dö)

## Récompenses et distinctions
- 2013, pour Eat Sleep Die :
  - Jan Myrdals lilla pris – Robespierrepriset (sv)
  - Guldbagge Award du meilleur réalisateur